# Saint-Remimont (Meurthe-et-Moselle)
Saint-Remimont is een gemeente in het Franse departement Meurthe-et-Moselle (regio Grand Est) en telt 338 inwoners (1999). De plaats maakt deel uit van het arrondissement Nancy.

## Geografie
De oppervlakte van Saint-Remimont bedraagt 6,8 km², de bevolkingsdichtheid is 49,7 inwoners per km².
De onderstaande kaart toont de ligging van Saint-Remimont (Meurthe-et-Moselle) met de belangrijkste infrastructuur en aangrenzende gemeenten.

## Demografie
Onderstaande figuur toont het verloop van het inwonertal (bron: INSEE-tellingen).

Aboncourt · Affracourt · Allain · Allamps · Autrey · Bagneux · Bainville-aux-Miroirs · Barisey-au-Plain · Barisey-la-Côte · Battigny · Benney · Beuvezin · Blénod-lès-Toul · Bouzanville · Bralleville · Bulligny · Ceintrey · Chaouilley · Clérey-sur-Brenon · Colombey-les-Belles · Courcelles · Crantenoy · Crépey · Crévéchamps · Crézilles · Diarville · Dolcourt · Dommarie-Eulmont · Étreval · Favières · Fécocourt · Forcelles-Saint-Gorgon · Forcelles-sous-Gugney · Fraisnes-en-Saintois · Frolois · Gélaucourt · Gémonville · Gerbécourt-et-Haplemont · Germiny · Germonville · Gibeaumeix · Grimonviller · Gripport · Goviller · Gugney · Hammeville · Haroué · Houdelmont · Houdreville · Housséville · Jevoncourt · Lalœuf · Laneuveville-devant-Bayon · Lebeuville · Lemainville · Leménil-Mitry · Mangonville · Marthemont · Mont-l'Étroit · Mont-le-Vignoble · Moutrot · Neuviller-sur-Moselle · Ochey · Ognéville · Omelmont · Ormes-et-Ville · Parey-Saint-Césaire · Pierreville · Praye · Pulligny · Pulney · Quevilloncourt · Roville-devant-Bayon · Saint-Firmin · Saint-Remimont · Saulxerotte · Saulxures-lès-Vannes · Saxon-Sion · Selaincourt · Sexey-aux-Forges · Tantonville · Thélod · They-sous-Vaudemont · Thorey-Lyautey · Thuilley-aux-Groseilles · Tramont-Émy · Tramont-Lassus · Tramont-Saint-André · Uruffe · Vandeléville · Vannes-le-Châtel · Vaudémont · Vaudeville · Vaudigny · Vézelise · Viterne · Vitrey · Voinémont · Vroncourt · Xeuilley · Xirocourt
1. ↑  Populations de référence 2022.